# Untold festival
Untold Festival je největší festival elektronické hudby v Rumunsku, který se koná v Cluj-Napoca v Cluj Arena. Koná se každoročně a byl vyhlášen nejlepším významným festivalem v rámci European Festival Awards 2015.
V roce 2019 festival navštívilo během 4 dnů až 370 000 návštěvníků. Téhož roku i místní stadion, ve kterém je umístěna hlavní stage, překonal rekord 90 000 návštěvníků za jediný den. V minulosti na festivalu vystupovala světově známá  jména, jako Dimitri Vegas & Like Mike, Martin Garrix, Tiësto, David Guetta, The Chainsmokers nebo například Marshmello. Mimo jiné zde vystupovali také Tom Odell, Bastille, Hurts nebo Robbie Williams.

## Historie
Oficiální webová stránka referuje o své historii jako o kapitolách. Každý rok, kdy se Untold Festival konal představuje jednu kapitolu.

### Untold: Chapter 1
V roce 2015 se uskutečnil první ročník UNTOLD Festivalu. Vystoupili zde: Armin van Buuren, Avicii, David Guetta, Dimitri Vegas & Like Mike a ATB. Dalšími interprety byli: Duke Dumont, Fedde Le Grand, Lost Frequencies, Sasha, Sunnery James & Ryan Marciano, Tinie Tempah, Tom Odell, John Newman, Fatman Scoop, Tujamo, John Digweed, Patrice, Boney M, Culture Beat a East 17, a další. Během 4 dní festival navštívilo okolo 240 000 lidí.

### Untold: Chapter 2
Uskutečnil se v roce 2016 převážně v Cluj Arena. Na festivalu vystoupilo 5 nejlepších DJ světa podle žebříčku DJ Mag. Hlavní headlineři: Tiësto, Hardwell, Martin Garrix, Dimitri Vegas & Like Mike a Armin van Buuren, spolu s Afrojack. Dalšími interprety byli: Dannic, Fedde Le Grand, Naughty Boy, Lost Frequencies, Faithless, Parov Stelar, Scooter, Ella Eyre, James Arthur, Kwabs, Labrinth, John Digweed, Sasha, Nneka a Tujamo.

## Získané Ocenění
| Year | Awards                                        | Category            | Work            | Result |
| ---- | --------------------------------------------- | ------------------- | --------------- | ------ |
| 2015 | European Festival Awards                      | Best Major Festival | Untold Festival | Won    |
| 2015 | International Advertising Association Romania | Brand of the Year   | Untold Festival | Won    |